# Centrarthra pallescens
Centrarthra pallescens là một loài bướm đêm trong họ Noctuidae.